# Javorník (Svitavská pahorkatina)
Javorník (562 m n. m.) je vrch v okrese Ústí nad Orlicí v Pardubickém kraji. Leží asi 2 km západně od města Česká Třebová na jeho katastrálním území.
označení Javorník

## Geomorfologické zařazení
Geomorfologicky vrch náleží do celku Svitavská pahorkatina, podcelku Českotřebovská vrchovina, okrsku Kozlovský hřbet a podokrsku Řetovský hřbet, jehož je to nejvyšší bod.